# Лорі Блуен
Лорі Блуен (фр. Laurie Blouin)  — канадська сноубордистка, олімпійська медалістка, чемпіонка світу. 
Срібну олімпійську медаль Блуен виборола в слоупстайлі на Олімпіаді 2018 року в Пхьончхані. 

## Виступи на Олімпійських іграх
| Рік  | Місто                     | Слоупстайл | Біг-ейр |
| ---- | ------------------------- | ---------- | ------- |
| 2018 | Пхьончхан, Південна Корея | 2          | 12      |
| 2022 | Пекін, Китай              | 4          | 8       |

## Виступи на чемпіонатах світу
| Рік  | Місто                  | Слоупстайл | Біг-ейр |
| ---- | ---------------------- | ---------- | ------- |
| 2017 | Сьєрра-Невада, Іспанія | 1          | 6       |
| 2019 | Парк-Сіті, США         | 9          | —       |
| 2021 | Аспен, США             | 12         | 1       |
| 2023 | Бакуріані, Грузія      | 16         | 4       |

## Виноски
1. ↑  Canadians sweep halfpipe titles at freestyle worlds. CBC Sports. 5 лютого 2011. Архів оригіналу за 9 лютого 2011. Процитовано 2 червня 2011.